# Coop Himmelb(l)au
Coop Himmelb(l)au er et østrigsk arkitektfirma, oprettet i 1968. Hovedkvarteret er i Wien, mens der er kontorer i Los Angeles (USA) og Guadalajara (Mexico).
Firmaets grundlæggere var Wolf Prix, Helmut Swiczinsky og Michael Holzer, og det fik sit internationale gennembrud med sit bidrag til udstillingen "Deconstructivist Architecture" på Museum of Modern Art (MOMA) i New York i 1986.
I Danmark er Coop Himmelb(l)au kendt som vinder af arkitektkonkurrencen om Musikkens Hus i Aalborg.